# John Goodman
Jonathan Stephen "John" Goodman (Saint Louis, Missouri, 20 de juny de 1952) és un actor estatunidenc, conegut principalment pel seu paper de Dan a la sèrie de televisió Roseanne i per les seves aparicions a diverses pel·lícules dels germans Coen.

## Biografia
Goodman va néixer a Affton, Missouri, fill de Virgínia, venedora i cambrera, i Leslie Goodman, empleat de correus (mort el 1954 d'un atac cardíac). Té una germana, Elisabeth, i un germà, Leslie. Va estudiar la secundària a la "Affton High School", i va guanyar una beca per la "Southwest Missouri State University". Durant el seu període a la universitat, va decidir dedicar-se a l'actuació, deixant Misuri per arribar a Nova York el 1975. Va aparèixer a Broadway, en teatres i en comercials per a la televisió, abans de tenir papers en pel·lícules a començaments de 1980. Un dels seus primers rols va ser "Pap Finn" en Big River', un musical de Broadway.
Goodman és sobretot conegut pel seu paper de "Dan Conner" en la sèrie còmica  Roseanne , que va estar en antena en la ABC des de 1988 a 1997. Té una llarga història de participacions en xous i comèdies nocturnes, sent Late Night with Conan O'Brien  una de les primeres. També és popular per les seves aparicions com a amfitrió a Saturday Night Live  programa a què va ser convidat en dotze ocasions. És, al costat de John Turturro i Steve Buscemi, un dels actors predilectes dels directors Joel i Ethan Coen, que van comptar amb ell per a moltes de les seves pel·lícules com Arizona baby, Barton Fink, El gran Lebowski i Oh Brother, Where Art Thou?.
Des de 2010 és un dels protagonistes de la sèrie de HBO Treme ambientada a Nova Orleans uns mesos després de l'Huracà Katrina.

## Filmografia
- 1977: Jailbait Babysitter
- 1983: Eddie Macon's Run: Herbert
- 1983: The Survivors: Commando
- 1984: Revenge of the Nerds: Entrenador Harris
- 1984: C.H.U.D.: poli en un "diner"
- 1984: Maria's Lovers: Frank
- 1985: Dolços somnis (Sweet Dreams): Otis
- 1986: Històries reals (True Stories): Louis Fyne
- 1987: The Big Easy: Detectiu Andre DeSoto
- 1987: Arizona baby (Raising Arizona): Gale Snoats
- 1987: Burglar: Detectiu Nyswander
- 1988: The Wrong Guys: Duke Earle
- 1988: Punchline: John Krytsick
- 1988: Quan m'enamoro (Everybody's All-American): Lawrence
- 1989: Sea of Love: Detectiu Sherman
- 1989: Always: Al Yackey
- 1990: Stella: Ed Munn
- 1990: Aracnofòbia (Arachnophobia): Delbert McClintock
- 1991: King Ralph: Ralph Hampton Gainesworth Jones
- 1991: Barton Fink: Charlie Meadows
- 1992: The Babe: George Herman 'Babe' Ruth
- 1992: Frosty Returns: Frosty (veu)
- 1993: Matinee: Lawrence Woolsey
- 1993: Born Yesterday: Harry Brock
- 1993: We're Back! A Dinosaur's Story: Rex (veu)
- 1994: El gran salt (The Hudsucker Proxy): Newsreel Announcer
- 1994: The Flintstones: Fred Flintstone
- 1995: A Streetcar Named Desire
- 1996: Pie in the Sky: Alan Davenport
- 1996: Mother Night: Alcalde Frank Wirtanen
- 1997: Els Borrowers (The Borrowers): Ocious P. Potter
- 1998: Fallen: Jonesy
- 1998: Blues Brothers 2000: Mighty Mack McTeer
- 1998: El gran Lebowski (The Big Lebowski): Walter Sobchak
- 1998: Dirty Work: Alcalde Adrian Riggins (no surt als crèdits)
- 1998: Rudolph (Rudolph the Red-Nosed Reindeer: The Movie): Santa Claus (veu)
- 1999: L'última aposta (The Runner)- Deepthroat
- 1999: Bringing Out the Dead: Larry
- 2000: What Planet Are You From?: Roland Jones
- 2000: O Brother, Where Art Thou?: Daniel 'Big Dan' Teague
- 2000: Les aventures de Rocky i Bullwinkle: Oklahoma Cop
- 2000: Coyote Ugly: Billene Sanford
- 2000: The Emperor's New Groove: Pacha (veu)
- 2001: My First Mister: Benjamin
- 2001: One Night at McCool's: Detectiu Dehling
- 2001: Storytelling: Marty Livingston (segment: "Non-Fiction")
- 2001: Monsters, Inc.: James P. 'Sulley' Sullivan (veu)[1]
- 2002: Mike's New Car: James P. 'Sulley' Sullivan (veu) (curtmetratge)
- 2002: Dirty Deeds: Tony
- 2003: Masked and Anonymous: Oncle Sweetheart
- 2003: The Jungle Book 2: Baloo (veu)
- 2004: Home of Phobia: Rodney
- 2004: Clifford: la meva petita gran mascota (Clifford's Really Big Movie): George Wolfsbottom (veu)
- 2004: Beyond the Sea: Steve 'Boom Boom' Blauner
- 2005: Marilyn Hotchkiss' Ballroom Dancing and Charm School: Steve Mills
- 2005: The Emperor's New Groove 2: Kronk's New Groove: Pacha (veu)
- 2006: Cars: Sullivan Truck (veu)
- 2007: Drunkboat: Mr. Fletcher
- 2007: Death Sentence: Bones Darley
- 2007: Evan Almighty: Congressista Long
- 2007: Bee Movie: Layton T. Montgomery (veu)
- 2008: Speed Racer: Pops Racer
- 2008: Speed Racer: Wonderful World of Racing: The Amazing Racer Family: Pops Racer (curtmetratge)
- 2009: Gigantic: Al Lolly
- 2009: Spring Break '83: Dick Bender
- 2009: Confessions of a Shopaholic: Graham Bloomwood
- 2009: In the Electric Mist: Julie 'Baby Feet' Balboni
- 2009: Alabama Moon: Mr. Wellington
- 2009: Pope Joan: Papa Sergius
- 2009: Beyond All Boundaries (veu) (curtmetratge)
- 2009: The Princess and the Frog: Eli 'Big Daddy' La Bouff (veu)
- 2011: Tan fort i tan a prop (Extremely Loud and Incredibly Close): Stan, el porter
- 2012: En campanya tot s'hi val (The Campaign): el Rep. Scott Talley
- 2013: Ressaca 3 (The Hangover Part III)
- 2014: The Monuments Men, de George Clooney: Capità Walter Garfield
- 2014: The Gambler, de Rupert Wyatt: Frank
- 2014: Transformers: Age of Extinction: Hound (veu)
- 2015: Trumbo de Jay Roach: Frank King
- 2015: Love the Coopers de Jessie Nelson: Sam
- 2016: 10 Cloverfield Lane de Dan Trachtenberg: Howard Stambler
- 2016: Patriots Day de Peter Berg: Edward F. Davis
- 2017: Kong: Skull Island de Jordan Vogt-Roberts: Randa
- 2017: Transformers: The Last Knight de Michael Bay: Hound (veu)
- 2017: Once Upon a Time in Venice de Mark Cullen i Robb Cullen: Dave Phillips
- 2017: Valerian i la ciutat dels mil planetes (Valerian and the City of a Thousand Planets) de Luc Besson: Igon Siruss (veu)
- 2017: Atòmica de David Leitch: Emmet Kurzfeld
- 2018: Captive State de Rupert Wyatt

## Sèries de televisió
- 1987: L'equalitzador - Harold Winter (episodi: "Re-Entry")
- 1987: Moonlighting - Donald Chase (episodi: "Come Back Little Shiksa")
- 1988-1997: Roseanne - Dan Conner
- 1999: The Simpsons - Meathook (episodi: "Take My Wife, Sleaze", veu)
- 1999: Futurama - Robot Santa Claus (episodi: "Xmas Story", veu)
- 2000: Normal, Ohio - William 'Butch' Gamble/Rex Gamble
- 2003-2004: The West Wing - Glen Allen Walken
- 2010-2013: Treme - Creighton Bernette